# Ерзурумський землетрус (1983)
Землетрус в Ерзурумі 1983 року стався на північному сході Туреччини 30 жовтня 1983 року о 07:12 за місцевим часом (04:12 UTC). Він мав моментну величину 6,6 і максимальну інтенсивність Меркаллі IX (Сильний). Reuters повідомляє, що внаслідок землетрусу загинуло близько 1340 людей і зруйновано 50 поселень у провінціях Ерзурум і Карс.

## Подальше читання
- Erdik, Mustafa (1984), Report on the Turkish Earthquake of October 30, 1983, Earthquake Spectra, 1: 151—172, doi:10.1193/1.1585261